# Сражение в районе Дубно — Луцк — Броды
Сражение в районе Дубно — Луцк — Броды (известно также под названиями: Танковое сражение в треугольнике Луцк — Броды — Дубно, Контрудар мехкорпусов Юго-Западного фронта, Танковое сражение под Бродами — Ровно и т. п.) — одно из крупнейших танковых сражений в истории, уступающее по масштабам только Курской битве 1943 года (в тех случаях, когда последняя в целом считается танковой битвой). Датируется 25—29 июня или 26—30 июня 1941 года. Являлась частью приграничных сражений 22—30 июня 1941 года и Львовско-Черновицкой стратегической оборонительной операции (22 июня — 6 июля 1941 года).
С обеих сторон участвовало не менее 3200 машин различных типов. С советской стороны участвовали 5 мехкорпусов Юго-Западного фронта РККА, к которым затем присоединилась ещё 1 танковая дивизия, с немецкой — 4 танковых дивизии группы армий «Юг», объединённых в 1-ю танковую группу, к которым затем присоединилась ещё 1 танковая дивизия.
Первоначально задача советских мехкорпусов заключалась в ударе на Люблин, но затем задача была изменена на контрудар с целью окружения вторгнувшейся немецкой группировки. Советским войскам удалось задержать продвижение немецких частей, что позволило другим соединениям фронта не попасть в окружение (в отличие от Западного фронта) и отступить, но ценой огромных потерь в бронетехнике. В августе-сентябре 1941 года все 4 армии Юго-Западного фронта попали в уманский (6-я и 12-я) и киевский (5-я и 26-я) котлы и были расформированы.

## Бронетехника Вермахта и РККА
Со стороны вермахта участвовали 4 танковых дивизии (585 танков), затем к ним присоединилась ещё одна танковая дивизия (143 танка). На 22 июня 1941 года в составе всей немецкой Группы армий «Юг», в районе наступления которой состоялось данное сражение, было 728 танков, включая не менее 115 не имевших вооружения «командирских танков» Sd.Kfz. 265 и около 150 танков Т-I и Т-II, вооружённых 20-мм пушками и/или пулемётами (по другим данным 54 «командирских» танка и 219 танков Т-I и Т-II). Таким образом, танков Т-III и Т-IV (главный калибр от 37 до 75 мм) у немцев было 455 штук.
Войска, развёртываемые на территории Киевского особого военного округа (c 22 июня 1941 года — Юго-Западный фронт), были мощнейшими во всём первом стратегическом эшелоне РККА. В частности, из 20 советских механизированных корпусов здесь было сосредоточено 8 (в то время как в принявшем на себя главный удар вермахта Западном военном округе — 6), а в Одесском военном округе, также атакованном немецкой группой армий «Юг» — ещё 2. По штату в 8 мехкорпусах должно было быть 8248 танков (ещё 416 танков в 26 стрелковых дивизиях; немецкие моторизованные и пехотные дивизии танков не имели), но большинство соединений находились на стадии формирования, поэтому к началу войны все мехкорпуса КОВО имели 4808 танков (включая 833 новейших КВ-1, КВ-2 и Т-34, которые не только намного превосходили по вооружению и бронированию самые лучшие на тот момент немецкие танки, но и были почти неуязвимы для штатных противотанковых средств вермахта), а 5 участвовавших в сражении мехкорпусов имели 3607 танков (в том числе 419 КВ и Т-34). Эта оценка примерно соответствует количеству танков на 1 мая 1941 года в 5 участвовавших в сражении корпусах (2860) и 8-й танковой дивизии (532), переведённой из 4-го мехкорпуса в 15-й.
Наиболее скромная оценка численности советских танков исходит из того, что только 4, 8 и 9-й механизированные корпуса могли рассматриваться как вполне боеспособные соединения, но и в их составе числилось 1515 танков. Двенадцатитомный труд «Великая Отечественная война» (2015) оценивает 9, 15, 19 и 24-й мехкорпуса Юго-Западного фронта в 4783 танка, а 8, 9, 15 и 19-й мехкорпуса так: «…вместо шести мехкорпусов командование фронта могло бросить в сражение лишь четыре. Вместо 3,7 тыс. танков было сосредоточено не более 1,3 тыс.» и называет общее количество танков в сражении с двух сторон («почти 2 тыс.»), но при этом говорит о потере в сражении 2648 советских танков.

## Ход событий

### Постановка задачи
22 июня 1941 года после прорыва в полосе 5-й армии генерала Потапова на стыке с 6-й армии Музыченко 1-я танковая группа Клейста выдвинулась в направлении на Радехов и Берестечко. Генштаб решил ударами в направлении Рава-Русская — Люблин и Ковель — Люблин окружить основную группировку противника на Юго-Западном фронте и в последующем оказать помощь Западному фронту.
В Директиве НКО СССР от 22.06.1941 № 3, завизированной Г. К. Жуковым, значилось:

г) Армиям Юго-Западного фронта, прочно удерживая границу с Венгрией, концентрическими ударами в общем направлении на Люблин силами 5А и 6А, не менее пяти мехкорпусов и всей авиации фронта, окружить и уничтожить группировку противника, наступающую на фронте Владимир-Волынский, Крыстынополь, к исходу 26 июня овладеть районом Люблин. Прочно обеспечить себя с краковского направления.

В процессе обсуждения директивы в штабе Юго-Западного фронта посчитали, что операция по окружению с выходом к Люблину невозможна. Предложение начальника штаба Юго-Западного фронта генерала Пуркаева — отвести войска и создать сплошную линию обороны по старой границе, а затем контратаковать — также было отвергнуто, Пуркаев снят с должности. Решили нанести удар тремя мехкорпусами (15-й, 4-й, 8-й мехкорпуса) с фронта Радзехов — Рава-Русская на Красностав и одним мехкорпусом (22-й мехкорпус) с фронта Верба — Владимир-Волынский на Красностав. Цель удара — не окружение (как требовала директива), а разгром во встречном сражении главных сил противника.

### Выдвижение войск

#### 8-й мехкорпус
Во исполнение принятых решений 8-й мехкорпус генерала Д. И. Рябышева, поднятый по тревоге в 5.40 утра 22 июня и выведенный в район Чишки, Ваньковичи, Райтаровичи (10 км западнее Самбора), прошёл в среднем 81 км. Подчинявшаяся ему авиаэскадрилья была полностью сожжена на аэродроме базирования в Стрые. Один из мотострелковых полков 7-й моторизованной дивизии попал под бомбёжку из-за того, что не получил своевременно приказа о выдвижении, и потерял 190 человек, в том числе 120 ранеными. Достигнув места сосредоточения, корпус в 20:40 того же дня получил приказ командующего Юго-Западным фронтом двигаться в Куровице и после ночного марша к утру 23 июня быть готовым к встрече противника — 47-го моторизованного корпуса вермахта.
К 11:00 23 июня головные части дивизий корпуса достигли окрестностей Львова (12-я танковая дивизия — Куровице, 7-я моторизованная дивизия — Миколаюв; 34-я танковая дивизия — Грудек Ягельоньски). Они поступили в распоряжение 6-й армии, командующий которой в 15:30 23 июня отдал приказ о повороте и сосредоточении корпуса в районе Яворов, Грудек Ягельоньски, Ярына, куда он прибыл к полуночи, пройдя в среднем 215 км.
В 6:00 24 июня корпус по частному приказу командующего 6-й армией № 005 начал переход в новый район: Красно, Олескэ, Броды, чтобы совместно с 15-м мехкорпусом уничтожить наступавшую на Дубно танковую группу противника. Марш совершался по двум дорогам, забитым войсками, во Львове отдельные части корпуса втянулись в уличные бои с украинскими националистами, поднявшими в городе вооруженное восстание. Из-за пробок на дорогах марш удалось завершить только после полудня 25 июня, потеряв по пути до 50 % матчасти из-за поломок и отсутствия горючего. До начала боев части прошли в среднем 495 километров.

#### 15-й мехкорпус
23 июня с юга на Радзехов выдвинулся 15-й мехкорпус И. И. Карпезо без 212-й моторизованной дивизии, оставленной для прикрытия Брод. В ходе столкновений с немецкой 11-й танковой дивизией частями было доложено об уничтожении 20 танков и бронемашин и 16 противотанковых орудий немцев. Радзехов удержать не удалось, во второй половине дня немцы захватили переправы на реке Стырь у Берестечко. Прорыв к Берестечко заставил штаб Юго-Западного фронта отказаться от прежнего решения.
В течение 24 июня штабом фронта совместно с представителем Ставки Верховного главнокомандующего Г. К. Жуковым было принято решение нанести контрудар по немецкой группировке силами четырёх мехкорпусов, одновременно создавая тыловой рубеж обороны стрелковыми корпусами фронтового подчинения — 31-м, 36-м и 37-м. В реальности указанные части находились в процессе выдвижения к фронту и вступали в бой по мере прибытия без взаимной координации. Некоторые части в контрударе участия так и не приняли. Целью контрудара мехкорпусов Юго-Западного фронта был разгром 1-й танковой группы Клейста. В ходе последующего сражения по немецким войскам 1-й тгр и 6-й армии наносили контрудары советские 22-й, 9-й и 19-й мехкорпуса с севера, 8-й и 15-й мехкорпуса с юга, вступив во встречное танковое сражение с немецкими 11-й, 13-й, 14-й и 16-й танковыми дивизиями.

#### 22-й мехкорпус
24 июня 19-я танковая и 215-я моторизованная дивизии 22-го мехкорпуса перешли в наступление к северу от шоссе Владимир-Волынский — Луцк с рубежа Войница — Богуславская. Атака оказалась неудачной, лёгкие танки дивизии напоролись на выдвинутые немцами противотанковые орудия. 19-я тд потеряла более 50 % танков и начала отходить в район Торчина. Сюда же отошла и 1-я противотанковая артбригада Москаленко. 41-я танковая дивизия 22-го мк не участвовала в контрударе. Оборону на реке Стырь у Луцка заняла выдвинувшаяся 131-я моторизованная дивизия 9-го мехкорпуса генерала Рокоссовского.

#### 19-й мехкорпус
19-й мехкорпус генерал-майора Фекленко с вечера 22 июня выдвигался к границе, выйдя передовыми частями вечером 24 июня на реку Икву в районе Млынова. Утром 25 июня разведбат немецкой 11-й танковой дивизии атаковал передовую роту 40-й танковой дивизии, которая охраняла переправу у Млынова, и потеснил её. 43-я танковая дивизия мехкорпуса подходила в район Ровно, подвергаясь атакам с воздуха.

### Сражение
Советская 131-я мд 9-го мехкорпуса отступила ночью на 26 июня из Луцка и он был занят немецкой 13 тд, которая с утра отбросила части 131 мд за перекрёсток дорог Луцк-Ровно и Рожище-Млинов и повернула на юго-запад, на Млинов. Позиции у Луцка были переданы 14-й тд. Танковые дивизии 9-го мехкорпуса должны были выйти в район прорыва немецкой 13-й тд во второй половине дня, а до этого дорога была открытой. Двигаясь по ней, 13-я тд во второй половине дня вышла в тыл советской 40-й тд 19-го мехкорпуса, которая вела бои с 299-й пд у Торговицы и 111-й пд у Млынова. Этот прорыв привёл к беспорядочному отходу 40-й тд и полка 228-й сд к Радову и севернее.
43-я танковая дивизия 19-го мехкорпуса силами 79 танков 86-го танкового полка прорвала оборонительные позиции заслонов немецкой 11-й танковой дивизии и к 6 часам вечера ворвалась на окраину Дубно, выйдя к реке Икве. Из-за отступления на левом фланге 140-й дивизии 36-го стрелкового корпуса, а на правом 40-й танковой дивизии 9-го мехкорпуса оба фланга 43-й тд оказались незащищёнными, и части дивизии по приказу командира корпуса начали после полуночи отходить от Дубно в район западнее Ровно.
С утра 26 июня 8-й мехкорпус вошёл в Броды с дальнейшей задачей наступать на Дубно (на северо-восток). К исходу дня дивизии 8-го мехкорпуса продвинулись в направлении Берестечко (на север) на 8-15 км. Немцы направили в район боёв 670-й противотанковый батальон и батарею 88-мм зенитных орудий. К вечеру противник уже пытался контратаковать части мехкорпуса. В ночь на 27 июня мехкорпус получил приказ выйти из боя и начать сосредоточение за 37-м ск.
Командующий 5-й армией генерал-майор М. И. Потапов 26 июня отдал приказ танковым дивизиям 9-го мехкорпуса, находившимся на тот момент в районе Новосёлки-Олыка, прекратить движение на запад и повернуть на юг на Дубно. 19-му мехкорпусу утром 27 июня также поступил приказ возобновить контрудар со стороны Ровно на Млинов и Дубно. Наступление 9-го мехкорпуса РККА захлебнулось после того, как немецкая 299 пд, наступая в направлении Острожец-Олыка, атаковала открытый западный фланг 35-й тд 9-го мехкорпуса у Малина. Отход этой дивизии на Олыку поставил под угрозу окружения 20-ю тд 9-го мехкорпуса, и она прорвалась на Клевань. Танковые дивизии 19-го мехкорпуса РККА не смогли перейти в наступление и с трудом отбивали атаки танкового полка разведбата и мотоциклетного батальона 13-й тд врага на Ровно. В район Дубно от Млынова подходила немецкая 111-я пд. Под Луцком начала наступление 298-я пехотная дивизия немцев при поддержке танков 14-й танковой дивизии.

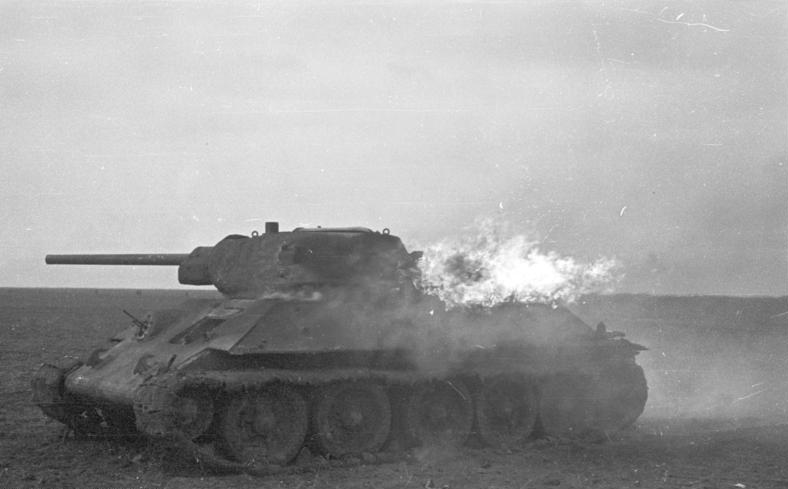
Горящий Т-34 в поле под Дубно.

Предполагалась организация наступления с южного направления, на Дубно, силами 8-го и 15-го мехкорпусов РККА с 8-й танковой дивизией 4-го мехкорпуса. В два часа дня 27 июня перейти в наступление смогли только наспех организованные сводные отряды 24-го танкового полка подполковника Волкова и 34-й танковой дивизии под командованием бригадного комиссара Н. К. Попеля. Остальные части дивизии к этому времени только перебрасывались на новое направление. Удар на направлении Дубно стал для немцев неожиданным, и, смяв оборонительные заслоны, группа Попеля к вечеру вошла на окраину Дубно, захватив тыловые запасы 11-й танковой дивизии противника и несколько десятков неповреждённых танков. За ночь немцы перебросили к месту прорыва части 16-й моторизованной, 75-й и 111-й пехотных дивизий и закрыли брешь, прервав пути снабжения группы Попеля. Попытки подошедших частей 8-го мехкорпуса РККА пробить новую брешь в обороне не удались, и под ударами авиации, артиллерии и превосходящих сил противника ему пришлось перейти к обороне. 29 июня 15-му мехкорпусу было приказано смениться частями 37-го стрелкового корпуса и отойти на Золочевские высоты в районе Бялы Камень — Сасув — Золочев — Ляцке. Вопреки приказу, отход начался без смены частями 37-го ск и без уведомления командира 8-го мехкорпуса Рябышева, в связи с чем немецкие войска беспрепятственно обошли фланг 8-го мехкорпуса. 29 июня немцы заняли Буск и Броды, удерживаемые одним батальоном советской 212-й моторизованной дивизии. На правом фланге 8-го мехкорпуса, не оказав сопротивления немцам, отошли части 140-й и 146-й стрелковых дивизий 36-го стрелкового корпуса и 14-й кавалерийской дивизии. Оказавшийся в окружении противника 8-й мехкорпус РККА сумел организованно отойти на рубеж Золочевских высот, прорвав немецкие заслоны.

## Причины поражения РККА
- После начала войны потребовалась перегруппировка мехкорпусов на угрожавшие направления. При этом некоторым из них пришлось совершать марши на расстояния 300—350 км и более, а противоречивые приказы командования ещё более удлиняли эти маршруты. Так, 8-му мехкорпусу перед вступлением в бой пришлось за четверо суток пройти 500 км, и только на марше из-за поломок он потерял до половины своих танков[11].
- Серьёзной ошибкой командования ЮЗФ стал приказ М. П. Кирпоноса в ночь с 26 на 27 июня вывести 8-й и 15-й мехкорпуса за линию обороны 37-го стрелкового корпуса. Прекращение относительно успешного контрудара дало немцам время на организацию обороны, а отданный уже Ставкой ГК повторный приказ мехкорпусам атаковать выполнить было затруднительно из-за нехватки горючего. Это привело к отделению от 8-го мехкорпуса т. н. группы Н. К. Попеля и её окружению, а позже и всего 8-го мехкорпуса. Части прорывались отдельно друг от друга и понесли большие потери.
- Командование мехкорпусов не имело реального боевого опыта в руководстве крупными и самостоятельно действующими танковыми соединениями.
- Танковые соединения сражались практически при отсутствии какой бы то ни было координации, то есть обособленно и в отрыве друг от друга. Крайне неумелое и безграмотное проведение советских танковых атак при отсутствии качественной штатной радиосвязи групп и отдельных боевых машин, при отсутствии общей координации действий (в сравнении с качественно иным состоянием радиосвязи в немецких танковых войсках) вело к большим потерям советских экипажей и техники, в том числе и на марше.
- Лобовые атаки на сильные, не расстроенные группировки противника вместо глубоких обходных ударов по их слабым местам, по коммуникациям и тылам.
- В сравнении с немецкими танкистами, советские танкисты в первые дни войны 1941 не имели никакого боевого опыта и имели крайне небольшой опыт лишь учебной подготовки; даже водители советских танков имели практику вождения около 2-5 часов, тогда как немцы имели порядка 50 часов практического вождения.
- Нехватка или полное отсутствие бронебойных снарядов в боекомплекте советских танков.
- Отсутствие ремонтной базы, запчастей, средств эвакуации танков. Неумение плохо подготовленных экипажей устранять в полевых условиях даже мелкие неполадки и повреждения.
- Качество брони Т-34 и КВ оказалось недостаточным против снарядов немецких 88-мм зенитных пушек, поэтому немецкие артиллеристы за час уничтожали до 20-30 советских танков с дальних дистанций[12].

## Потери
- Потери РККА в сражении: 2648 танков[1]. Если немцы имели возможность ремонтировать свои машины и имели трофеи (используя их под белыми крестами), то советские потери были безвозвратными, потому что оставались на оккупированной территории. Всего потери Юго-Западного фронта в приграничном сражении (22 июня — 6 июля): 4381 танк[1]. На 7-9 июля в мехкорпусах оставалось танков: в 8-м — 43, в 9-м — 35, в 15-м — 66, в 19-м — 66, в 22-м — 340, всего 550 танков.
- Безвозвратные потери в 1-й танковой группе вермахта к 5 июля 1941 года — 85 танков (и 200 в мастерских); потери 1-й танковой группы в живой силе на 6 июля 1941 года 3817 человек, в том числе убитыми 905 человек[2].

## Последствия
Ударные соединения Юго-Западного фронта провести единое наступление не смогли. Действия советских мехкорпусов свелись к изолированным контратакам на разных направлениях. Результатом контрударов стала задержка на неделю наступления 1-й танковой группы Клейста и срыв планов противника прорваться к Киеву и окружить 6-ю, 12-ю и 26-ю армии Юго-Западного фронта во Львовском выступе. Немецкое командование путём грамотного руководства сумело отразить советский контрудар и нанести поражение армиям Юго-Западного фронта.
Не выдержав позора поражения, 28 июня 1941 года застрелился член Военного совета Юго-Западного фронта корпусной комиссар Н. Н. Вашугин.